# Tour des Finances
La Tour des Finances (en francés) o Financietoren (en neerlandés) es un rascacielos en el distrito central de negocios del Quartier Nord de Bruselas, Bélgica, diseñado por los arquitectos Hugo Van Kuyck, Marcel Lambrichs y Léon Stynen. Es el segundo edificio más alto de Bélgica y tiene la mayor cantidad de espacio para oficinas de todos los edificios de Bélgica. En el momento de su construcción, este rascacielos era el segundo edificio más alto de Bélgica después del Tour du Midi. La altura del edificio es de 145 metros y tiene 36 pisos. Está situada en el cruce del bulevar del Jardín Botánic y Royal Street. Está cerca de la Estación Botanique y de las estación de tren Central de Bruselas. Justo enfrente está la escultura L'Âme Sentinelle (de Nat Neujean) de dos mujeres abrazándose. El edificio tiene más espacio para oficinas que cualquier otro en Bélgica.

## Historia

### Objetivo
La Tour des Finances es parte de un organismo más amplio: la Ciudad Administrativa del Estado. Uno de los objetivos era agrupar las administraciones del Estado para incrementar la productividad y reducir los residuos de funcionamiento. Se prefiere el sitio debido a su facilidad de acceso, sobre todo por la proximidad de la estación central de trenes. Además, las obras de la conexión Norte-Sur dejaron sin vida al barrio, y fue necesario recrear un enlace entre la ciudad alta y la baja.

### Construcción
La torre está ubicada en un sitio con una diferencia de 13 metros entre las altitudes más altas y más bajas. La producción de los documentos preliminares tomó casi cuatro años, de 1968 a 1972. Se realizaron búsquedas hasta una profundidad de 26 metros. La construcción de los cimientos se vio dificultada por la presencia de un terreno arcilloso anegado y por el túnel de la conexión Norte-Sur.
Las restricciones presupuestarias ralentizaron la construcción; la obra estuvo prácticamente paralizada de 1974 a 1978. Las obras se reanudaron en 1978. Las obras principales se terminaron finalmente en febrero de 1981 pero fue a finales de 1983 cuando la torre finalmente abrió sus puertas. Se pretendía que el núcleo de su ascensor externo tuviera una fachada de mármol, pero se desechó debido al alto costo.

### Renovación
La Tour des Finances estuvo involucrada en una renovación a gran escala entre el 1 de enero de 2005 y 2008. El plan se produce de nuevo a la oficina de arquitectos de Maurice Mottle, Se trataba de reemplazar la antigua fachada con un muro cortina azul claro y blanco, eliminación de todo el amianto, el desmantelamiento del núcleo externo del ascensor y la construcción de nuevos ascensores dentro del edificio. El espacio de oficinas perdido por esta mudanza se compensa con un nuevo edificio de 11 pisos construido al este de la torre. El edificio renovado proporciona espacio de oficinas para 4.600 trabajadores, un aumento de los 3.200 antes de la renovación.
La antena, que está montada en la parte superior de la torre, sirve a las dos estaciones de televisión nacionales belgas y se usa solo para transmisión digital.

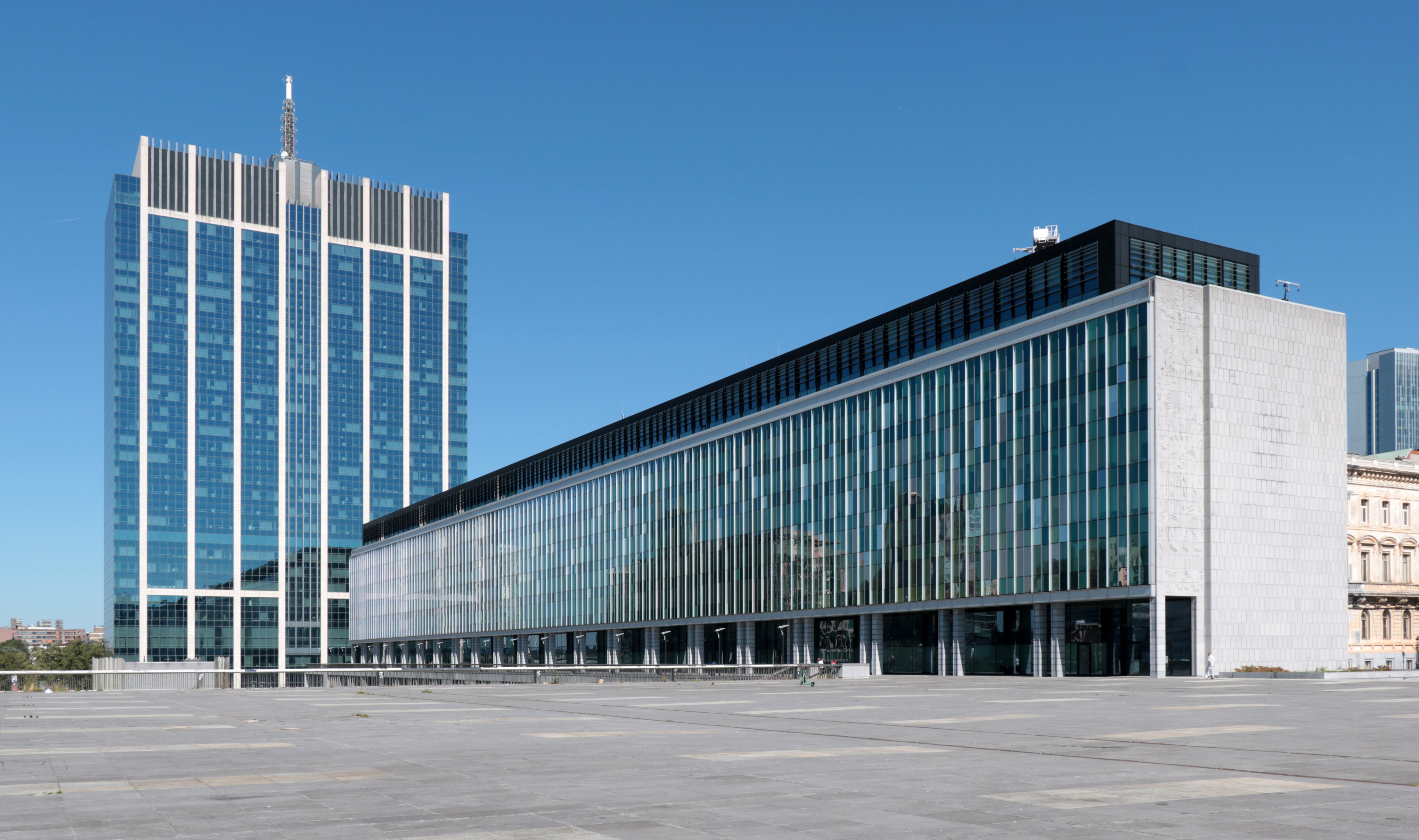
La Torre y el Centro Administrativo del Estado.